# Actinauge richardi
Actinauge richardi is een zeeanemonensoort uit de familie Hormathiidae. Actinauge richardi werd voor het eerst wetenschappelijk beschreven door Marion in 1882.

## Beschrijving
Actinauge richardi heeft een kolom met grote knobbeltjes, neigend naar 12 lengterijen en eindigend in een ring van 12 prominente knobbeltjes aan de bovenrand van het schouderblad, net onder de tentakels. Tentakels variabel van kleur, wit, rood of bruin, vaak gestreept.

## Verspreiding
Actinauge richardi is een diepzeesoort in het noordoosten van de Atlantische Oceaan, geregistreerd van Noorwegen tot de Golf van Biskaje. Wordt gevonden op modderige zeebodems onder 50 meter diepte. De basis kan een bal modder bevatten waarmee hij zich aan de zeebodem verankert, maar hij kan ook aan stenen of schelpen worden bevestigd.